# Jacek Jaśkowiak
Jacek Jaśkowiak, né le 10 mars 1964 à Poznań, est un homme politique et entrepreneur polonais.

## Biographie
Il est actuellement maire de sa ville natale Poznań, dans la voïvodie de Grande-Pologne, et membre du parti politique de la Plate-forme civique. D'origine catholique, il est athée.